# Operación Epsom
La Operación Epsom, también conocida como la Primera Batalla del Odón, fue una ofensiva británica de la Segunda Guerra Mundial que tuvo lugar entre el 26 y el 30 de junio de 1944, durante la Batalla de Normandía. La ofensiva estaba destinada a desbordar y apoderarse de la ciudad de Caen que estaba ocupada por los alemanes, y era uno de los principales objetivos de los Aliados en las primeras etapas de la invasión del noroeste de Europa.
Precedida por los ataques de aseguramiento de las líneas de avance, la Operación Epsom se efectuó a principios del 26 de junio con unidades de la 15.º División de Infantería escocesa avanzando detrás de una barrera de artillería rodante. La cobertura aérea fue esporádica durante gran parte de la operación, ya que el mal tiempo en el Reino Unido obligó a la cancelación del apoyo aéreo en el último minuto. Con el apoyo de los tanques de la 31.º Brigada de Tanques, la 15.º División hizo un progreso constante y al final del primer día había capturado gran parte de la línea avanzada alemana, aunque se mantuvo con algunas dificultades en los flancos de lo obtenido. En los intensos combates de los dos días siguientes, se obtuvo un punto de apoyo a través del río Odón y se hicieron esfuerzos para ampliar dicho punto mediante la captura de puntos estratégicos en todo el saliente y movilizando a la 43.º División de Infantería (Wessex). En respuesta a los poderosos contraataques alemanes, el 30 de junio algunas de las fuerzas británicas se retiraron a través del río, llevando a la operación a su fin.
Los historiadores militares variaron ampliamente en sus interpretaciones de la intención y el desarrollo de la Operación Epsom, pero hay un acuerdo general sobre su efecto en el equilibrio de fuerzas en Normandía. Aunque los alemanes habían logrado contener la ofensiva, para ello se habían visto obligados a dedicar todas sus fuerzas, incluyendo dos divisiones panzer recién llegadas a Normandía y destinadas a una ofensiva contra las posiciones británicas y estadounidenses en torno a Bayeux. Las bajas fueron severas en ambos bandos pero a diferencia del general Bernard Montgomery, el mariscal de campo Erwin Rommel no pudo retirar a sus unidades a la reserva después de la batalla, ya que fueron necesarias para mantener la línea del frente. Los británicos conservaron la iniciativa y fueron capaces de lanzar más operaciones en las semanas siguientes, y eventualmente capturar Caen hacia el final de julio.
- Datos: Q2348027
- Multimedia: Operation Epsom / Q2348027